# Tantilla yaquia
Tantilla yaquia är en ormart som beskrevs av Smith 1942. Tantilla yaquia ingår i släktet Tantilla och familjen snokar. Inga underarter finns listade i Catalogue of Life.
Denna orm förekommer från södra Arizona och södra New Mexico till västra Mexiko. Arten lever i låglandet och i bergstrakter upp till 1700 meter över havet. Habitatet utgörs främst av lövfällande skogar med taggiga träd och av galleriskogar. Individerna gömmer sig ofta i jordhålor eller under stenar. Honor lägger ägg.
För beståndet är inga hot kända. Hela populationen anses vara stabil. IUCN kategoriserar arten globalt som livskraftig.